# Oblast de Oriol
O oblast de Oriol (russo:  Орло́вская о́бласть, tr. Orióvskaia óblast) é uma divisão federal da Federação da Rússia.
O seu centro administrativo é a cidade de Oriol. De acordo com o censo populacional de 2010, a sua população era de 786 935 habitantes.